# Кухарець Володимир Олексійович
Володимир Олексійович Кухарець (нар. 15 вересня 1938, Охтирка, Сумська область) — український військовик, генерал-лейтенант у відставці, колишній перший Командувач Національної гвардії України, колишній заступник Генерального інспектора Генеральної військової інспекції при Президентові України, колишній командир 93-ї окремої конвойної ордена Червоної Зірки бригади ВВ МВС СРСР (в/ч 7483, м. Дніпропетровськ).

## Життєпис
- 22 жовтня 1991 р. — призначений Командувачем Республіканській гвардії, полковник[1]
- 31 грудня 1991 року — присвоєно військове звання генерал-майор
- 18 березня 1993 року — присвоєно військове звання генерал-лейтенант гвардії[2]
- 7 жовтня 1995 року — увільнений з посади Командувача Національною гвардією України[3]
- 10 жовтня 1995 року — призначений на посаду заступника Генерального інспектора Генеральної військової інспекції при Президентові України[4]
- 31 серпня 1998 року — звільнений з посади заступника Генерального інспектора Генеральної військової інспекції при Президентові України[5]